# Boris Anrep
Boris Anrep, né Boris Vassilievitch von Anrep le 27 septembre 1883 à Saint-Pétersbourg et mort le 7 juin 1969 à Londres, est un artiste germano-balte, né sujet russe, qui a travaillé en Grande-Bretagne et s'est consacré à l'art de la mosaïque.

## Biographie
La famille von Anrep appartient à l'aristocratie allemande de la Baltique russifiée. Le père de Boris, le baron Vassili von Anrep, est un professeur de médecine, expert de criminalistique réputé et élu député à la Troisième Douma, en 1907. Boris von Anrep étudie à Kharkov entre 1899 et 1901, où il fait la connaissance de Nikolaï Nedobrovo. Il passe l'été 1899 en Angleterre pour apprendre l'anglais. Il termine en 1905 l'académie de jurisprudence de Saint-Pétersbourg, puis entre à l'université de Saint-Pétersbourg. En même temps, il étudie la peinture à l'atelier de Dimitri Seletski et abandonne l'université en 1908. Il épouse une jeune fille de l'aristocratie russe Ioulia Khitrovo en 1908. Anrep voyage en Italie, étudie à Paris à l'Académie Julian dans la classe de Jean-Paul Laurens et fréquente la Grande-Chaumière. Il est à Édimbourg en 1910-1911 au collège d'art. Il se passionne pour la mosaïque byzantine, et décide alors de s'y consacrer.

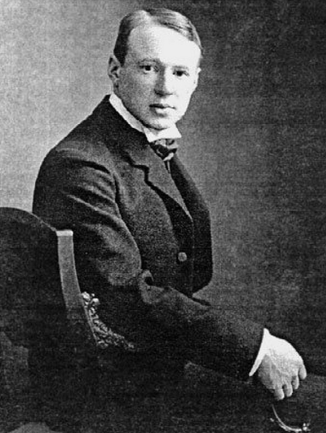
Boris Anrep vers 1919.

Sa première exposition personnelle a lieu en 1913 à Londres. Pendant la Première Guerre mondiale, il combat en Galicie. Il obtient un court congé en 1916 pour se rendre en Angleterre et retourne en Russie, où il assiste à la révolution de février 1917 et reste en Russie. Cependant il est appelé en avril 1917 à Londres en tant que secrétaire militaire du comité du gouvernement russe et demeure en Angleterre. Il épouse en secondes noces Helen Maitland en 1918 qui était sa maîtresse depuis 1911 et qui lui avait déjà donné deux enfants, mais elle le quitte en 1926 pour Roger Fry.
En Grande-Bretagne, il est connu pour ses mosaïques monumentales à la National Gallery de Londres, la Cathédrale de Westminster et la Banque d'Angleterre. Proche du Bloomsbury Group, il était un personnage important dans la vie sociale et intellectuelle de Londres de 1912, jusqu'au milieu des années 1960.
En Irlande, il est connu pour ses mosaïques de la cathédrale du Christ-Roi à Mullingar.
En Russie, il est associé à l'Âge d'argent de la poésie russe comme destinataire d'un grand nombre de poèmes (une trentaine) d'Anna Akhmatova, et notamment de son Conte de l'anneau noir. Il avait connu Akhmatova, par l'intermédiaire de Nedobrovo, en 1914 en revenant d'un voyage à Paris. Anrep était également l'ami de Nikolaï Goumilev, poète remarquable et mari d'Akhmatova, et de Nikolaï Nedobrovo, critique de talent, deux figures importantes de Saint-Pétersbourg dans les années 1910.
Sa mosaïque Compassion (1952) est un portrait d'Akhmatova, entourée par les horreurs de la guerre et de la terreur. Elle regarde vers une autre mosaïque qui montre la tombe de l'artiste, ce qui relie l'art de celui-ci à la poésie de celle-là.

## Galerie

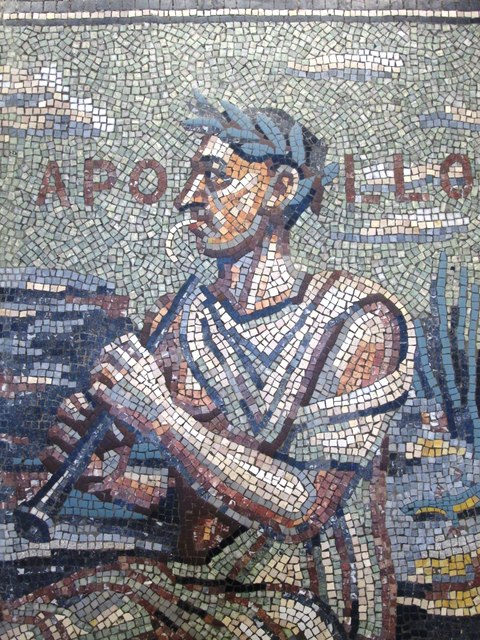
Portrait de Sir Osbert Sitwell en Apollon (1933), National Gallery, Londres
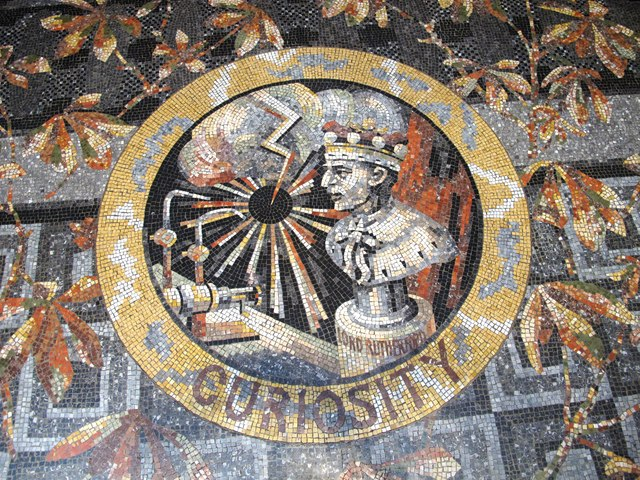
La Curiosité, incarnée par le physicien Ernest Rutherford (1952), National Gallery, Londres
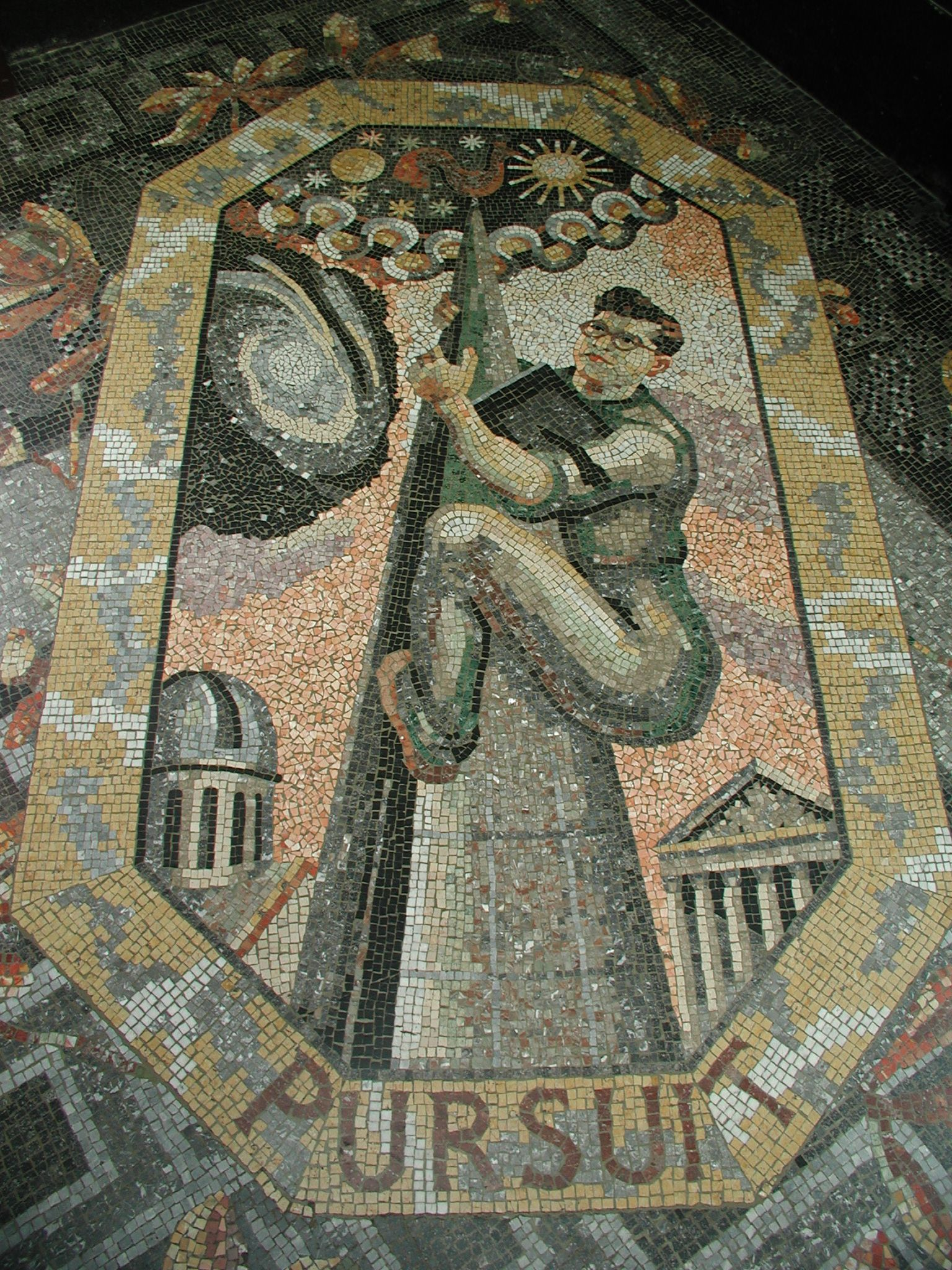
La Recherche, incarnée par l'astronome Fred Hoyle (1952), National Gallery, Londres
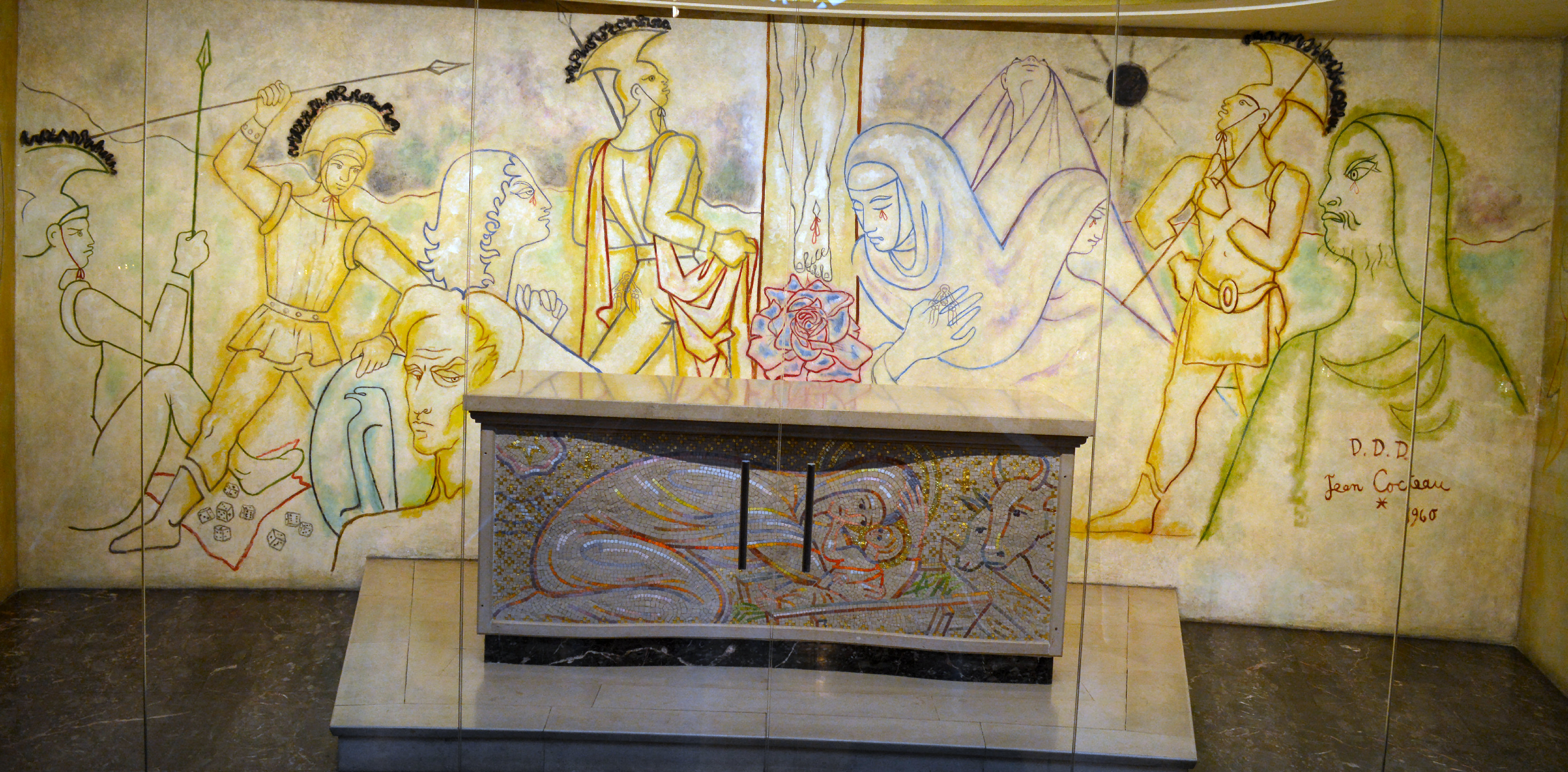
Mosaïque de la Nativité de l'autel (1954), avec une fresque de Jean Cocteau (1959) au second plan, église Notre-Dame-de-France, Londres
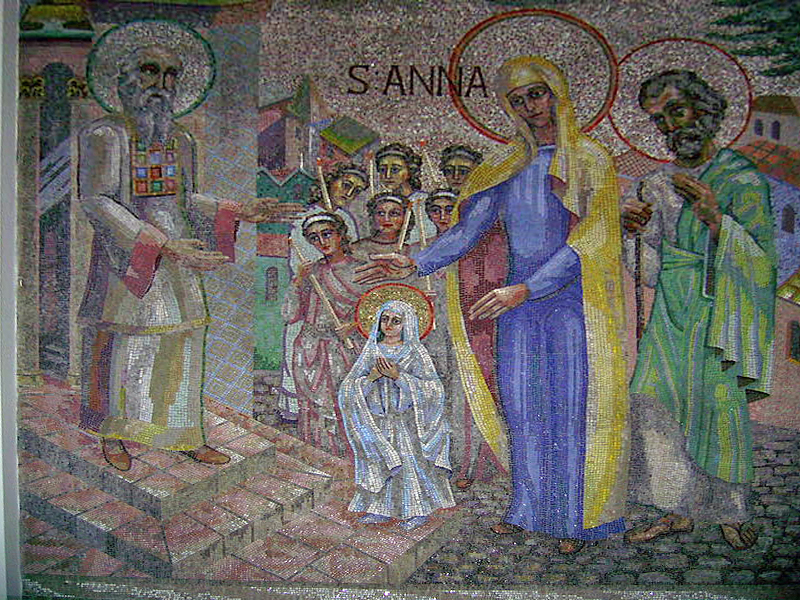
Mosaïque de sainte Anne (1954), cathédrale du Christ-Roi de Mullingar, Irlande
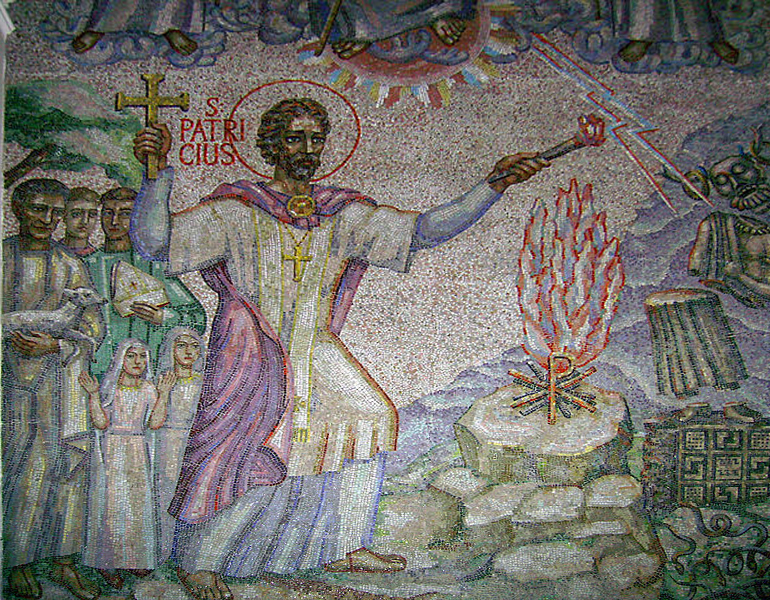
Mosaïque de saint Patrick, cathédrale du Christ-Roi de Mullingar